# Josep Grases i Gralla
Josep Grases i Gralla   (Reus, 1655 - Reus, 1734) va ser un comerciant català.

## Biografia
Germà de Francesc Grases i Gralla, s'inicià en el món dels negocis com a botiguer, i va fer societat el 1683 amb el també botiguer Joan Compte, per dedicar-se al comerç. Entre les seves activitats, cal de destacar la seva participació en la Companyia Nova de Gibraltar, establerta l'1 de juliol de 1709 i per un termini de tres anys, entre el barceloní Salvador Feliu de la Penya, Joan Verivol, de Vilassar, Josep Buigas, de Barcelona, i Josep Valls, resident a Gibraltar, amb una participació per part de Grases de 2.100 lliures. Grases tenia la missió de garantir el carregament dels vaixells que tocaven el port de Salou, càrregues que en bona part eren vins i aiguardents de la zona de Reus. També mercadejava amb bestiar, cànem, cuiros, bótes, quitrà, sucre i tabac, entre altres mercaderies.
El 26 d'octubre de 1706, conjuntament amb el seu germà, va ser nomenat ciutadà honrat de Barcelona per l'arxiduc Carles.